# Zweifelhof
Zweifelhof ist ein Ortsteil der Gemeinde Treffelstein im Oberpfälzer Landkreis Cham (Bayern).

## Geographische Lage
Der Weiler Zweifelhof liegt südöstlich des Silbersees etwa zwei Kilometer südlich von Treffelstein.

## Geschichte
Zum Stichtag 23. März 1913 (Osterfest) wurde Zweifelhof als Teil der Pfarrei Ast mit 4 Häusern und 28 Einwohnern aufgeführt.
Am 31. Dezember 1990 hatte Zweifelhof 20 Einwohner und gehörte zur Expositur Biberbach.

## Kultur und Sehenswürdigkeiten
Nordöstlich von Zweifelhof befindet sich der Silbersee mit Badestellen und einem ausgebauten Rundwanderweg.